# Armagh, Pennsylvania
Armagh är en kommun av typen borough i Indiana County i Pennsylvania. Vid 2010 års folkräkning hade Armagh 122 invånare.